# Liste de peintures de Jean Siméon Chardin
Cet article fournit une liste de tableaux du peintre français Jean Siméon Chardin.

## Natures mortes des débuts
| Tableau | Titre | Thème                  | Date       | Dimensions                   | Référence | Lieu de conservation                     |
| ------- | --- | ---------------------- | ---------- | ---------------------------- | --- | ---------------------------------------- |
|         | Deux Barriques, un chaudron et autres                                                                         | Nature morte           | vers 1720  | huile sur bois 20 x 14 cm    | jimdo.com | collection particulière (Paris)          |
|         | Nature morte avec les attributs des Arts                                                                      | Nature morte           | 1724-1726  | huile sur toile 53 × 110 cm  | Musée | Musée des beaux-arts Pouchkine, Moscou   |
|         | Attributs des architectes                                                                                     | Nature morte           | 1725-1727  | huile sur toile 50 × 86 cm   | Musée | Musée d'art de l'université de Princeton |
|         | Attributs du peintre                                                                                          | Nature morte           | 1725-1727  | huile sur toile 50 × 86 cm   | Musée | Musée d'art de l'université de Princeton |
|         | Le Singe antiquaire                                                                                           | Scène de genre         | vers 1726  | huile sur toile 81 × 64 cm   | Base Atlas | Musée du Louvre (Paris)                  |
|         | Nature morte avec un pot en faïence                                                                           | Nature morte           | 1726-1728  | huile sur toile 55 × 46 cm   | Musée | Musée Boijmans Van Beuningen, Rotterdam  |
|         | Panier de raisins, Gobelet d'argent et Bouteille                                                              | Nature morte           | avant 1728 | 69 × 58 cm                   | Base Atlas | Musée du Louvre (Paris)                  |
|         | Nature morte avec flacon en verre et fruits                                                                   | Nature morte           | vers 1728  | huile sur toile 56 × 46 cm   | Musée | Staatliche Kunsthalle Karlsruhe          |
|         | Fruit, Cruche et Verre                                                                                        | Nature morte           | 1726-1728  | huile sur toile 33 × 43 cm   | Musée | National Gallery of Art, Washington      |
|         | La Raie | Animalier Nature morte | 1728       | 114 × 146 cm                 | Base Joconde                                                                                                   | Musée du Louvre (Paris)                  |
|         | Le Buffet pendant de La Raie                                                                                  | Nature morte           | 1728       | 194 × 129 cm                 | Base Atlas | Musée du Louvre (Paris)                  |
|         | Le Gobelet d'argent                                                                                           | Nature morte           | vers 1728  | 43 × 48 cm                   | Musée | Musée d'art de Saint-Louis               |
|         | Un bol de prunes                                                                                              | Nature morte           | vers 1728  | huile sur toile 44 × 56 cm   | Musée | The Phillips Collection, Washington      |
|         | Nature morte avec chat et poisson                                                                             | Animalier Nature morte | 1728       | huile sur toile 79 × 63 cm   | Musée | Musée Thyssen-Bornemisza, Madrid         |
|         | Nature morte avec chat et raie                                                                                | Animalier Nature morte | 1728       | huile sur toile 79 × 63 cm   | Musée | Musée Thyssen-Bornemisza, Madrid         |
|         | Lapin mort et Attirail de chasse                                                                              | Nature morte           | 1728-1729  | 81 × 65 cm                   | Base Atlas | Musée du Louvre (Paris)                  |
|         | Nature morte au pot à oille ou La Soupière d'argent                                                           | Nature morte           | 1728-1730  | 76 × 108 cm                  | Musée | Metropolitan Museum of Art (New York)    |
|         | Nature morte aux ustensiles de cuisine                                                                        | Nature morte           | 1728-1730  | huile sur toile 40 × 31 cm   | Musée | Norton Simon Museum, Pasadena            |
|         | Nature morte avec volaille                                                                                    | Nature morte           | 1728-1730  | huile sur toile 40 × 31 cm   | Musée | Norton Simon Museum, Pasadena            |
|         | Nature morte avec un pilon, un pichet et un chaudron en cuivre                                                | Nature morte           | 1728-1732  | huile sur toile 32 × 39 cm   | Musée | Musée Thyssen-Bornemisza, Madrid         |
|         | Chien et Gibier                                                                                               | Animalier Nature morte | 1730       | huile sur toile 192 × 139 cm | Musée | Norton Simon Museum, Pasadena            |
|         | Nature morte aux morceaux de viande                                                                           | Nature morte           | 1730       | huile sur toile 41 × 32 cm   | Musée | Musée des beaux-arts de Bordeaux         |
|         | Nature morte au gigot                                                                                         | Nature morte           | 1730       | 40 × 32 cm                   | Musée | Musée des beaux-arts de Houston          |
|         | Nature morte aux prunes                                                                                       | Nature morte           | vers 1730  | huile sur toile 45 × 50 cm   | Musée | Frick Collection, New York               |
|         | Tranche de saumon                                                                                             | Nature morte           | vers 1730  | huile sur toile 27 × 37 cm   | Notice Orsay                                                                                                   | Musée Granet, Aix-en-Provence            |
|         | Lièvre mort avec poire à poudre et gibecière                                                                  | Nature morte           | vers 1730  | 98 × 77 cm                   | Base Atlas | Musée du Louvre (Paris)                  |
|         | Nature morte avec un lièvre                                                                                   | Nature morte           | vers 1730  | huile sur toile 65 × 81 cm   | Musée | Philadelphia Museum of Art               |
|         | Les Apprêts d'un déjeuner ou Le Gobelet d’argent                                                              | Nature morte           | vers 1730  | 81 × 64,5 cm                 | Musée | Palais des beaux-arts de Lille           |
|         | Nature morte avec chaudron, poêlon, fourneau, torchon, chou, deux œufs, poireau, pain et trois harengs        | Nature morte           | vers 1731  | huile sur toile 42 × 32,8 cm | Notice no 08120000056, sur la plateforme ouverte du patrimoine, base Joconde, ministère français de la Culture | Musée de Picardie, Amiens                |
|         | Nature morte avec deux pieds de céleri, boîte à épices, torchon, terrine, plat, écumoire et morceau de viande | Nature morte           | 1732-1733  | huile sur toile              | Notice no 08120000058, sur la plateforme ouverte du patrimoine, base Joconde, ministère français de la Culture | Musée de Picardie, Amiens                |

## Premiers tableaux de figures vers 1730
| Tableau | Titre                                                                     | Thème                   | Date               | Dimensions                   | Référence  | Lieu de conservation                         |
| ------- | ------------------------------------------------------------------------- | ----------------------- | ------------------ | ---------------------------- | ---------- | -------------------------------------------- |
|         | La Blanchisseuse                                                          | Scène de genre          | vers 1730          | 37 × 42 cm                   | Musée      | Musée de l'Ermitage Saint-Pétersbourg        |
|         | La Blanchisseuse                                                          | Scène de genre          | 1733               | 37 × 42 cm                   | Musée      | Nationalmuseum, Stockholm                    |
|         | Le Menu de gras pendant de Le Menu de maigre                              | Nature morte            | 1731               | huile sur cuivre 33 × 41 cm  | Base Atlas | Musée du Louvre (Paris)                      |
|         | Le Menu de maigre pendant de Le Menu de gras                              | Nature morte            | 1731               | huile sur cuivre 33 × 41 cm  | Base Atlas | Musée du Louvre (Paris)                      |
|         | Les Attributs des arts                                                    | Nature morte            | 1731               | huile sur toile 140 × 220 cm | Musée      | Musée Jacquemart-André, Paris                |
|         | Les Attributs des sciences                                                | Nature morte            | 1731               | huile sur toile 140 × 220 cm | Musée      | Musée Jacquemart-André, Paris                |
|         | Une femme occupée à cacheter une lettre                                   | Scène de genre          | 1732               | 146 × 147 cm                 |            | Palais de Sanssouci, Potsdam                 |
|         | Légumes pour la soupe                                                     | Nature morte            | vers 1732          | huile sur toile 12 × 15 in   | Musée      | Musée d'art d'Indianapolis                   |
|         | La Nappe dit aussi Le Cervelas                                            | Nature morte            | vers 1732          | huile sur toile 96 × 124 cm  | Musée      | Art Institute of Chicago                     |
|         | Ustensiles de cuisine, Chaudron, Poêlon et Œufs                           | Nature morte            | vers 1733          | 17 × 21 cm                   | Base Atlas | Musée du Louvre, Paris                       |
|         | Les Bulles de savon                                                       | Scène de genre          | entre 1733 et 1734 | 61 × 63 cm                   | Musée      | Metropolitan Museum of Art New York          |
|         | Les Bulles de savon                                                       | Scène de genre          | 1733-1734          | 93 × 75 cm                   | Musée      | National Gallery of Art, Washington          |
|         | Les Bulles de savon                                                       | Scène de genre          | après 1739         | 60 × 73 cm                   | Musée      | Musée d'art du comté de Los Angeles          |
|         | La Fontaine de cuivre                                                     | Nature morte            | 1733-1734          | 28 × 23 cm                   | Base Atlas | Musée du Louvre (Paris)                      |
|         | Femme tirant de l'eau à la fontaine                                       | Scène de genre          | 1733-1739          | 40 × 32 cm                   | Musée      | Musée d'art de Toledo                        |
|         | Femme tirant de l'eau à la fontaine                                       | Scène de genre          | 1733-1735          | huile sur chêne 38 × 42 cm   | Musée      | Nationalmuseum, Stockholm                    |
|         | Lapin et Pot en cuivre                                                    | Nature morte            | 1735-1739          | huile sur toile 59 × 56 cm   | Musée      | Nationalmuseum, Stockholm                    |
|         | Chimiste dans son laboratoire Portrait du peintre Joseph Aved (1702-1766) | Portrait Scène de genre | 1734               | 138 × 105 cm                 | Base Atlas | Musée du Louvre, Paris                       |
|         | Nature morte avec poireaux, casserole et chiffon                          | Nature morte            | 1734               | 33 × 48 cm                   | Catalogue  | Collection particulière Vente Sotheby's 2006 |
|         | Nature morte avec ustensiles de cuisine et légumes                        | Nature morte            | 1734               | 33 × 48 cm                   | Musée      | Nationalmuseum, Stockholm                    |
|         | Le Jeu des osselets                                                       | Portrait Scène de genre | vers 1734          | huile sur toile 65 × 82 cm   | Musée      | Baltimore Museum of Art                      |
|         | Femme prenant le thé                                                      | Scène de genre          | 1735               | huile sur toile 81 × 99 cm   | Musée      | Hunterian Art Gallery, Glasgow               |

## Exposition au salon à partir de 1737
| Tableau | Titre | Thème                   | Date              | Dimensions                   | Référence | Lieu de conservation                       |
| ------- | --- | ----------------------- | ----------------- | ---------------------------- | --- | ------------------------------------------ |
|         | Pipes et vase à boire, dit aussi La Tabagie | Nature morte            | vers 1737         | 32 × 42 cm                   | Base Atlas | Musée du Louvre (Paris)                    |
|         | Une femme tirant de l'eau à la fontaine dit La Fontaine ou encore La Femme à la fontaine                                                              | Scène de genre          | 1737              | 38 × 43 cm                   | | Stockholm, Nationalmuseum                  |
|         | Portrait de Charles-Théodose Godefroy Le Jeune homme au violon                                                                                        | Portrait Scène de genre | 1734 - 1735       | 67 × 74 cm                   | Base Atlas | Musée du Louvre (Paris)                    |
|         | Garçon montant un château de cartes | Scène de genre          | 1735              | huile sur toile 81 × 101 cm  | Collection Rothschild                                                                                          | National Trust, Waddesdon Manor            |
|         | Le Château de cartes | Scène de genre          | 1736-1737         | huile sur toile 60 × 72 cm   | Musée | National Gallery, Londres                  |
|         | Le Château de cartes | Scène de genre          | vers 1737         | 82 × 66 cm                   | Musée | National Gallery of Art, Washington        |
|         | Enfant jouant aux cartes | Scène de genre          | vers 1740         | huile sur toile 82 × 66 cm   | VirtualUffizzi                                                                                                 | Musée des Offices, Florence                |
|         | Le Jeune Dessinateur pendant d' Une jeune ouvrière en tapisserie (disparu)                                                                            | Scène de genre          | 1737              | huile sur toile 80 × 65 cm   | Base Atlas | Musée du Louvre, Paris                     |
|         | Le Jeune Élève dessinant | Scène de genre          | vers 1738         | huile sur bois 21 × 17 cm    | Musée | Kimbell Art Museum, Fort Worth             |
|         | La Cuisinière | Scène de genre          | 1738              | huile sur toile 46 × 37 cm   | Musée | National Gallery of Art, Washington        |
|         | La Récureuse (l'Écureuse) | Scène de genre          | 1738              |                              | | Hunterian Art Gallery, Glasgow             |
|         | Le Garçon de cellier nettoyant un grand pot | Scène de genre          | vers 1738         | huile sur toile 46 × 37 cm   | Art Resource                                                                                                   | Collection particulière, France            |
|         | Le Garçon de cellier | Scène de genre          | 1738              | 46 × 37 cm                   | Musée | Hunterian Art Gallery, Glasgow             |
|         | L'Enfant au toton Portrait d’Auguste-Gabriel Godefroy                                                                                                 | Scène de genre          | vers 1738         | huile sur toile 67 × 76 cm   | Base Atlas | Musée du Louvre, Paris                     |
|         | Portrait d’Auguste-Gabriel Godefroy | Portrait Scène de genre | 1741              | huile sur toile 64 × 76 cm   | Musée | Musée d'Art de São Paulo                   |
|         | La Servante de l'arrière-cuisine | Scène de genre          | vers 1738         | huile sur toile 47 × 38 cm   | Musée | National Gallery of Art, Washington        |
|         | La Pourvoyeuse | Scène de genre          | vers 1738         | huile sur toile 47 × 37 cm   | Musée | Musée des beaux-arts du Canada             |
|         | La Pourvoyeuse | Scène de genre          | 1739              | 47 × 38 cm                   | Base Atlas | Musée du Louvre, Paris                     |
|         | Le Singe peintre | Scène de genre          | 1739-1740         | huile sur toile 73 × 59 cm   | Base Atlas | Musée du Louvre, Paris                     |
|         | Le Singe peintre | Scène de genre          | Salon de 1740     | huile sur toile 28 × 23 cm   | Notice Utpictura18                                                                                             | Musée des Beaux-Arts de Chartres           |
|         | La Singe antiquaire pendant de Le Singe peintre | Scène de genre          | salon de 1740     | huile sur toile 28 × 23 cm   | Notice Utpictura18                                                                                             | Musée des Beaux-Arts de Chartres           |
|         | Le Bénédicité | Scène de genre          | 1740              | 49 × 38 cm                   | Base Atlas | Musée du Louvre (Paris)                    |
|         | La Mère laborieuse pendant du tableau Le Bénédicité                                                                                                   | Scène de genre          | 1740              | 49 × 38 cm                   | Base Atlas | Musée du Louvre (Paris)                    |
|         | Petite Maîtresse d'école | Scène de genre          | après 1740        | huile sur toile 58 × 74 cm   | Musée | National Gallery of Art , Washington       |
|         | La Toilette du matin | Scène de genre          | 1740-1741         | huile sur toile 49 × 39 cm   | Musée | Nationalmuseum, Stockholm                  |
|         | Le Singe antiquaire | Scène de genre          | après 1740        | huile sur toile 40 × 32 cm   | Musée | San Diego Museum of Art                    |
|         | La Fillette au volant | Scène de genre          | 1741              | 81 × 64 cm                   | Virtual Offices                                                                                                | Galerie des Offices (Florence)             |
|         | Le Bénédicité | Scène de genre          | 1744              | 49,5 × 38,4 cm               | Musée | Musée de l'Ermitage (Saint-Pétersbourg)    |
|         | Les Amusements de la vie privée | Scène de genre          | 1746              | huile sur toile 42 × 35 cm   | Musée | Nationalmuseum, Stockholm                  |
|         | Portrait du chirurgien, André Levret en manteau noir                                                                                                  | Portrait                | Salon de 1746     | huile sur toile 59 × 49 cm   | Site Christie's                                                                                                | Collection particulière Vente Drouot 1993  |
|         | Les Aliments de la convalescence ou La Garde attentive                                                                                                | Scène de genre          | vers 1747         | 46 × 37 cm                   | Musée | National Gallery of Art, Washington        |
|         | Nature morte à la perdrix et à la poire | Nature morte            | 1748              | 39 × 45 cm                   | Musée | Musée Städel, Francfort sur le Main        |
|         | La Leçon de dessin | Scène de genre          | 1748-1753         | huile sur toile 41 × 47 cm   | Musée | Fuji Art Museum, Tokyo                     |
|         | Nature morte au gibier | Nature morte            | vers 1750         | 49 × 59 cm                   | Musée | National Gallery of Art, Washington        |
|         | Faisan, Lièvre et Perdrix rouge pendant de Le Canard blanc (collection anglaise)                                                                      | Nature morte            | 1753              | 97 × 64 cm                   | Base Atlas | Musée du Louvre, Paris                     |
|         | La Bonne Éducation | Scène de genre          | vers 1753         | 41 × 47 cm                   | Musée | Musée des beaux-arts de Houston            |
|         | La Marmite de cuivre | Nature morte            | 1750-1760         | 32 × 40 cm                   | Base Atlas | Musée du Louvre (Paris)                    |
|         | La Serinette ou Dame variant ses amusements | Scène de genre          | 1751              | 50 × 43 cm                   | Notice du Musée                                                                                                | Musée du Louvre, Paris                     |
|         | La Table de cuisine | Nature morte            | vers 1755         | 40 × 48 cm                   | Musée | Museum of Fine Arts, Boston                |
|         | Nature morte avec deux lapins, une gibecière et une poire à poudre                                                                                    | Nature morte            | 1750-1755         | huile sur toile 50 × 57 cm   | Notice no 08120000152, sur la plateforme ouverte du patrimoine, base Joconde, ministère français de la Culture | Musée de Picardie, Amiens                  |
|         | La Table de cuisine | Nature morte            | 1756              | 38 × 46 cm                   | Jodonde | Musée des Beaux-Arts de Carcassonne        |
|         | Le Bocal d'abricots | Nature morte            | 1758              | 57 × 51 cm                   | Musée | Musée des beaux-arts de l'Ontario, Toronto |
|         | Panier de prunes avec un verre d’eau | Nature morte            | 1758              | huile sur toile 38 × 46 cm   | Notice Utpictura18                                                                                             | Musée des beaux-arts de Rennes             |
|         | Pêches et Raisins avec un rafraîchissoir | Nature morte            | vers 1759         | 38 × 46 cm                   | Musée | Collection Oskar Reinhart, Winterthour     |
|         | Corbeille de pêches avec un gobelet d'argent | Nature morte            | 1759-1760         | 38 × 47 cm                   | Musée | J. Paul Getty Museum, Los Angeles          |
|         | Le Bocal d'olives | Nature morte            | 1760              | 71 × 98 cm                   | Base Atlas | Musée du Louvre (Paris)                    |
|         | Le Melon entamé | Nature morte            | 1760              | 57 × 52 cm                   | Christie's | Musée d'Art Kimbell (Fort Worth)           |
|         | Un vase de fleurs | Nature morte            | début années 1760 | huile sur toile 45 × 37 cm   | Musée | Galerie nationale d'Écosse                 |
|         | Le Panier de fraises des bois | Nature morte            | 1761              | huile sur toile              | 38 × 46 cm | Musée du Louvre (Paris)                    |
|         | La Brioche pendant de Raisins et Grenades | Nature morte            | 1763              | 47 × 56 cm                   | Base Atlas | Musée du Louvre (Paris)                    |
|         | Raisins et Grenades pendant de La Brioche | Nature morte            | 1763              | 47 × 57 cm                   | Base Atlas | Musée du Louvre (Paris)                    |
|         | La Table d'office dit aussi Les Débris d'un déjeuner                                                                                                  | Nature morte            | vers 1763         | 38 × 46 cm                   | Base Atlas | Musée du Louvre (Paris)                    |
|         | Corbeille de raisins, Pommes et Poires et galettes | Nature morte            | 1764              | huile sur toile 32 × 40 cm   | Musée | Musée des Beaux-Arts d'Angers              |
|         | Pommes, Poires et Pichet blanc | Nature morte            | vers 1764         | huile sur toile 33 × 41 cm   | Musée | National Gallery of Art, Washington        |
|         | Pêches et Prunes | Nature morte            | vers 1764         | huile sur toile 21 × 32 cm   | Musée | Musée des Beaux-Arts d'Angers              |
|         | Les Attributs de la musique dessus de porte pour le château de Choisy pendant de Les Attributs des arts                                               | Nature morte            | 1765              | 91 × 145 cm                  | Base Atlas | Musée du Louvre (Paris)                    |
|         | Les Attributs des arts dessus de porte pour le château de Choisy pendant de Les Attributs de la Musique                                               | Nature morte            | 1765              | 91 × 145 cm                  | Base Atlas | Musée du Louvre (Paris)                    |
|         | Les Attributs des sciences | Nature morte            | 1765              | 91 × 145 cm                  | | tableau disparu                            |
|         | Nature morte à la corbeille de raisins, avec trois pommes, une poire et deux massepains                                                               | Nature morte            | 1765              | huile sur toile              | Notice no 08120000183, sur la plateforme ouverte du patrimoine, base Joconde, ministère français de la Culture | Musée de Picardie, Amiens                  |
|         | Nature morte avec les Attributs des arts | Nature morte            | 1766              | huile sur toile 112 × 140 cm | Musée | Musée de l'Ermitage, Saint-Petersbourg     |
|         | Les Attributs des arts et les récompenses qui leur sont accordées                                                                                     | Nature morte            | 1766              | huile sur toile 113 × 144 cm | Musée | Minneapolis Institute of Art               |
|         | Les Attributs de la musique civile dessus de porte pour le salon de musique du château de Bellevue pendant de Les instruments de la musique militaire | Nature morte            | 1767              | 112 × 144 cm                 | Base Atlas | Musée du Louvre (Paris)                    |
|         | Les Attributs de la musique militaire dessus de porte pour le salon de musique du château de Bellevue pendant de Les Attributs de la musique civile   | Nature morte            | 1767              | 112 × 144 cm                 | Base Atlas | Musée du Louvre (Paris)                    |
|         | Panier de pêches | Nature morte            | 1768              | 32 × 39 cm                   | Base Atlas | Musée du Louvre (Paris)                    |
|         | Poires, Noix et Verre de vin | Nature morte            | vers 1768         | 33 × 41 cm                   | Base Atlas | Musée du Louvre (Paris)                    |
|         | Le Gobelet d'argent Pendant de Poires, Noix et Verre de vin                                                                                           | Nature morte            | vers 1768         | 33 × 41 cm                   | Base Atlas | Musée du Louvre (Paris)                    |
|         | Nature morte aux poissons, légumes, gougères, pots et huîtres sur une table                                                                           | Nature morte            | 1769              | 67 × 58 cm                   | Musée | J. Paul Getty Museum, Los Angeles          |

## Le Temps des pastels
| Tableau | Titre                                                               | Thème    | Date      | Dimensions                             | Référence       | Lieu de conservation          |
| ------- | ------------------------------------------------------------------- | -------- | --------- | -------------------------------------- | --------------- | ----------------------------- |
|         | Tête de vieillard                                                   | Portrait | 1771      | pastel 44,9 × 37 cm                    |                 | Collection Horvitz, Boston    |
|         | Autoportrait aux bésicles                                           | Portrait | 1771      | pastel 46 × 38 cm                      | Notice du musée | Musée du Louvre, Paris        |
|         | Autoportrait à l'abat-jour et aux lunettes                          | Portrait | 1775      | pastel sur papier gris bleu 46 × 38 cm | Base Joconde    | Musée du Louvre, Paris        |
|         | Portrait de Françoise-Marguerite Pouget (1707-1791), Madame Chardin | Portrait | 1775      | pastel 46 × 38 cm                      | Base Atlas      | Musée du Louvre, Paris        |
|         | Portrait d'une jeune fille                                          | Portrait | 1777      | pastel                                 |                 | Collection Jean Bonna, Genève |
|         | Portrait d'un jeune garçon                                          | Portrait | 1777      | pastel 46,5 × 39 cm                    |                 | Collection Jean Bonna, Genève |
|         | Autoportrait au chevalet                                            | Portrait | vers 1779 | pastel sur papier bleu 46 × 38 cm      | Base Atlas      | Musée du Louvre, Paris        |